# Juan Ramón Sandoval
Juan Ramón Sandoval Riveros (...) è un ex calciatore paraguaiano, di ruolo attaccante.

## Carriera

### Club
Giocò nella massima serie paraguaiana con il River Plate.

### Nazionale
Con la Nazionale paraguaiana vinse la Copa América 1979.